# Spanioménorrhée
La spanioménorrhée est la diminution de la fréquence des cycles menstruels.

## Étiologie
La cause la plus fréquente de spanioménorrhée est la préménopause.
L'adénome à prolactine, par déficit gonadotrope débute par des troubles des règles.
Les ovaires micro-polykystiques sont une cause possible de spanioménorrhée chez la femme jeune.